# Монтебелуно
Монтебелуно (итал. Montebelluna) је насеље у Италији у округу Тревизо, региону Венето.
Према процени из 2011. у насељу је живело 26670 становника. Насеље се налази на надморској висини од 112 м.

## Становништво
Према резултатима пописа становништва 2011. у општини је живело 30.765 становника.
| 1931.  | 1936.  | 1951.  | 1961.  | 1971.  | 1981.  | 1991.  | 2001.  | 2011.  |
| ------ | ------ | ------ | ------ | ------ | ------ | ------ | ------ | ------ |
| 15.149 | 15.064 | 16.977 | 18.909 | 22.313 | 24.585 | 25.186 | 27.539 | 30.765 |

## Партнерски градови
- Тата, Дамари ле Ли, Оберкохен, Иматра, Епелхајм, Kocs, Gmina Miejsce Piastowe